# بيت الأنباط
بيت الانباط هو مؤسسة ثقافية أردنية أهلية غير حكومية، لا يوجد لها أي ارتباطات أو اتجاهات سياسية أو عقائدية أو مذهبية أو جهوية أسسها 21 مؤسسا من المثقفين والأكاديميين واساتذة الجامعات والاعلاميين و عدد من العاملين في ميادين الثقافة في الأردن، حصلت الهيئة على الترخيص الرسمي من وزارة الثقافة عام 1997 م.
تعتمد الهيئة في جهودها وبرامجها وأنشطتها على الجهد التطوعي، وتتمثل أهدافها المركزية في المساهمة في تطوير الحياة الثقافية في الأردن بالتركيز على إبراز أهمية التنمية الثقافية وتعزيز الوعي بأهمية التراث الحضاري والتواصل بين الثقافات الإنسانية وتتخذ من ذكرى العرب الأنباط اسماً لها.

## أهم الإنجازات منذ التأسيس

### المؤتمرات
المؤتمرات الدائمة التي ينظمها بيت الأنباط:
- مؤتمر بحوث ودراسات الأنباط الأول.
- مؤتمر بحوث ودراسات الأنباط الثاني.
- مؤتمر التاريخ الاجتماعي لمنطقة البتراء وما حولها (التغير والاستمرارية).
- المؤتمر الثقافي الأردني :البتراء مركز للثقافة الإنسانية.
- مؤتمر هندسة العمارة التراثية
- ملتقى اجيال علماء الاجتماع العرب الثامن عشر .

### الندوات
نظم بيت الأنباط الندوات العلمية الآتية :
- الندوة الوطنية لبحوث المحافظة على آثار البتراء.
- ندوة التواصل مع البتراء(العمارة الهندسية عند الأنباط) بالتعاون مع نقابة المهندسين .
- ندوة السياحة الثقافية.
- ندوة الحوار بين الثقافات.
- ورش عمل تتعلق بالبيئة والمحافظة عليها

### مشروع التأليف والنشر
- أصدرت الهيئة النسخة الأولى والثانية من التقويم السنوي (الأردن التاريخي) لعامي 2004و2006 .
- مشروع بيت الأنباط للتأليف والنشر ، حيث تم إصدار (8) كتب ضمن هذا المشروع ذات صلة بالحضارة النبطية للعرب الانباط .

### الجوائز
حصل بيت الأنباط على الجوائز التالية :
- جائزة الدولة التشجيعية في مجال بحوث العلوم الإنسانية والاجتماعية (2006).
- جائزة جامعة الحسين بن طلال للمؤسسات الرائدة في محافظة معان .(2003).

### مشاريع وعضوية
دار شقيلة للصناعات الثقافية.
بيت الأنباط عضو في المؤسسات المحلية والدولية التالية :
- عضو في شبكة الإصلاح العربية.
- عضو في منظمة أناليندا للحوار الثقافي الأورومتوسطي.
- عضوية المبادرة الأورومتوسطية للتبادل الشبابي.
- عضوية الشبكة الأورومتوسطية للمرأة والتنمية.